# J del Centaure
|  | No s'ha de confondre amb j Centauri; per a l'estrella j Centauri vegeu: HD 102776.. |

J del Centaure (J Centauri) és una estrella a la constel·lació de Centaure. S'hi aproximadament a 350 anys llum de la Terra.
J del Centaure és una estrella de la seqüència principal de tipus espectral B3V amb una magnitud aparent mitjana de 4,5 i una lluminositat 500 vegades la del Sol. La temperatura de la fotosfera de l'estrella és de prop de 24.000 K. La velocitat de rotació a l'equador és d'almenys 223 km/s. Hom creu que és un sistema estel·lar binari.
Aquesta estrella pot ser membre de l'associació de Scorpius-Centaurus (Sco OB2). Aquesta és una de les regions més properes de recent formació estel·lar.